# 프라하 메트로

프라하 메트로 노선도 (2015년)

프라하 메트로(체코어: Metro v Praze)는 체코 프라하를 달리는 지하철이다. 프라하 시내 및 근교의 교통 수단으로는 가장 빠르다. 하루에 약 150만명을 수송하는 지하철로, 유럽에서 6번째 수송 규모인 지하철 네트워크이다. 프라하 메트로는 3개 노선으로 구성되며 A선이 녹색, B선이 노랑, C선이 빨간색이라는 각각 다른 테마 색상을 가지고 있으며 노선도도 거기에 준하여 표시가 되어 있다. 총 61개역이 있으며 총 연장 60km 중 대부분이 지하 노선이다. 영업 시간은 오전 4시부터 자정까지 러시아워에는 2분 ~ 3분 간격으로 운행되고 있으며, 연간으로는 6억 2000만명의 승객이 이용하고 있다. 프라하 메트로는 프라하에서 버스나 트램 등 대중 교통 시스템을 운영하고 있다.

## 같이 보기
- 지하철 목록
- 프라하 노면전차